# Дуби черешчаті (Семенівка)
Дуби чере́шчаті — ботанічна пам'ятка природи місцевого значення в Україні. Розташована в межах смт Семенівка Полтавської області, на вул. Шевченка (територія Семенівської центральної районної лікарні).
Площа 0,14 га. Статус надано згідно з рішенням облради від 29.04.1993 року. Перебуває у віданні Семенівської центральної районної лікарні.
Статус надано для збереження п'яти екземплярів вікових дубів.
У 2021 році обхват стовбурів на висоті 1,3 м становив 289, 208, 299, 305 та 395 см.

## Галерея

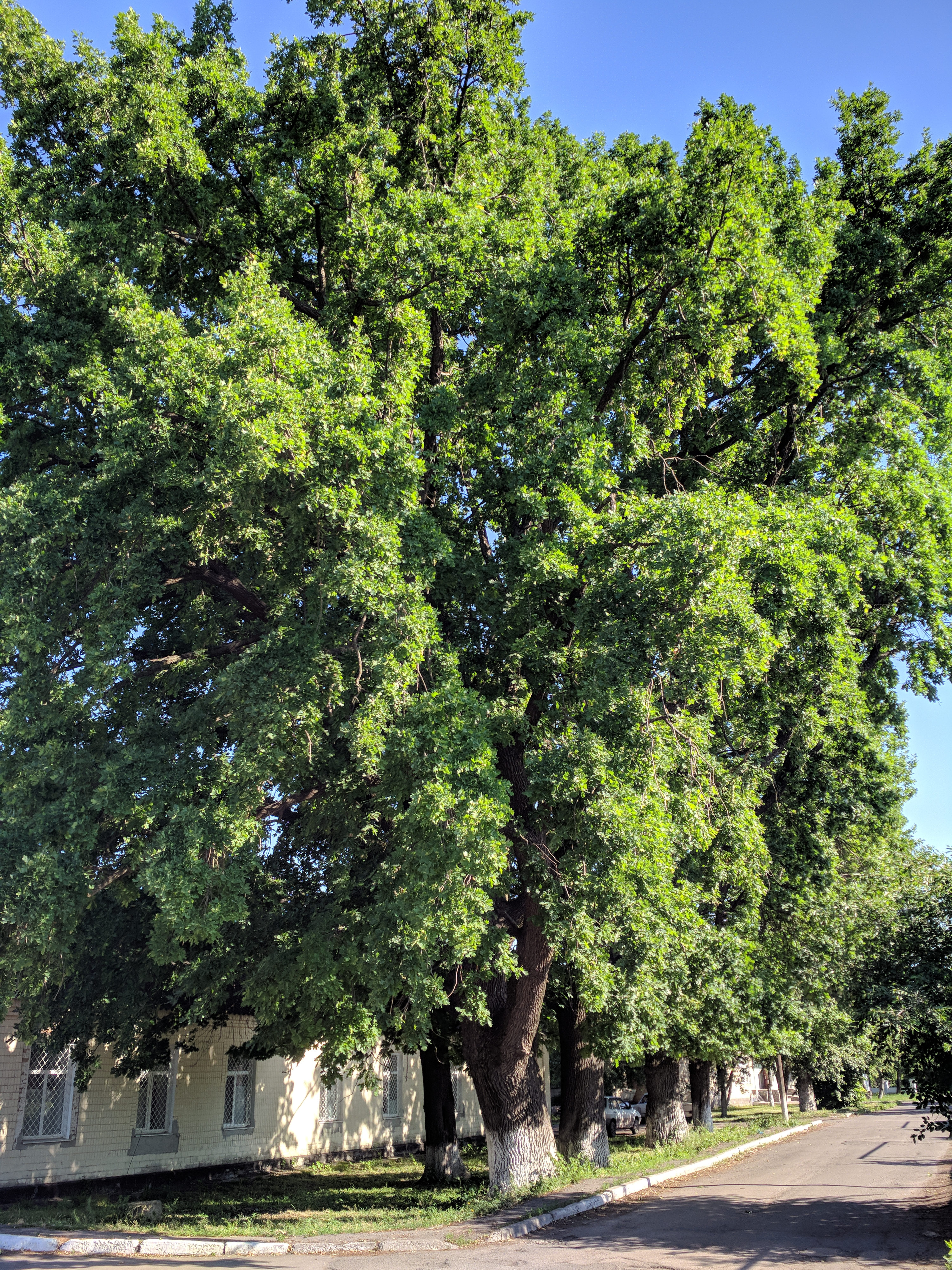
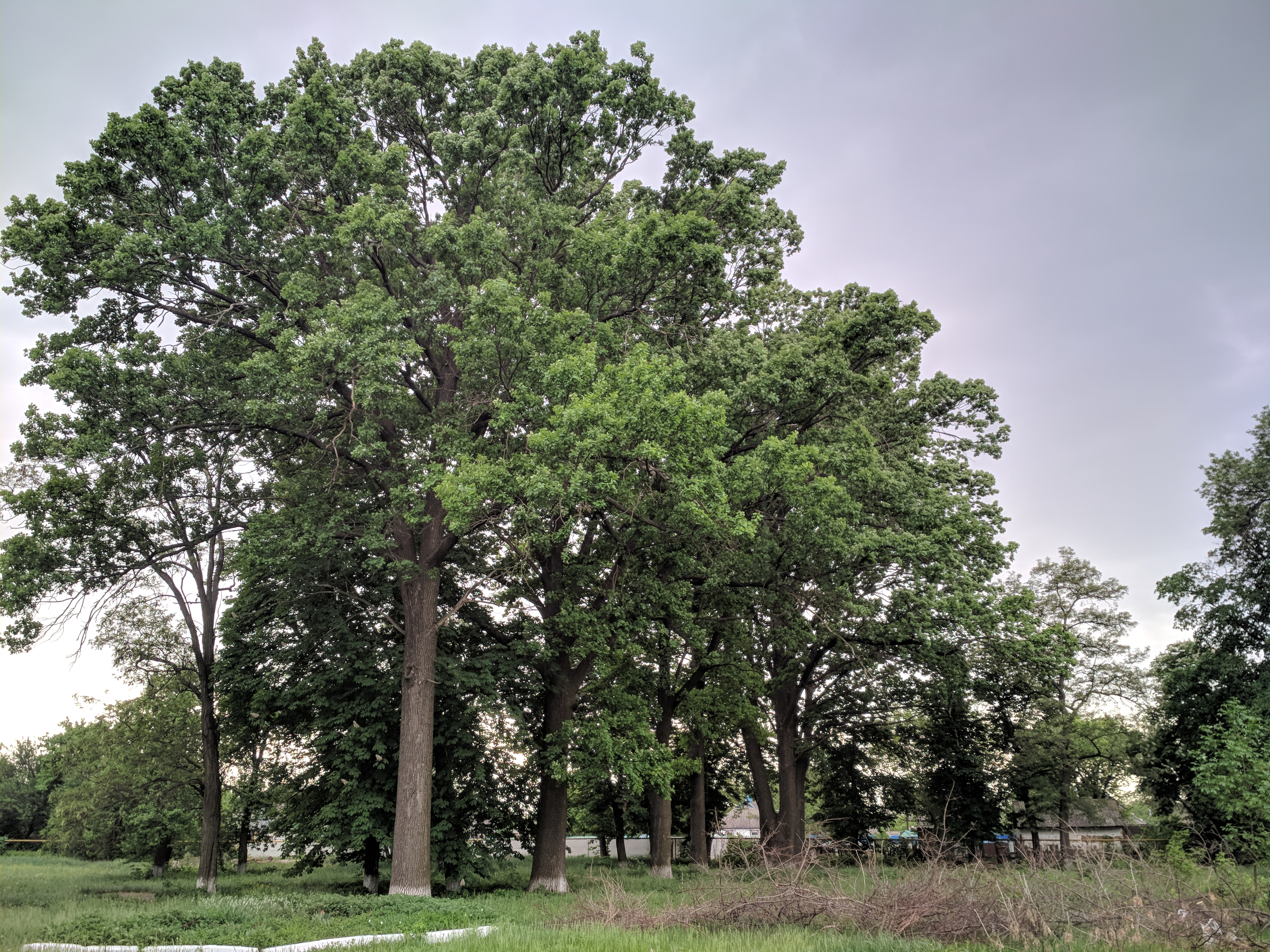
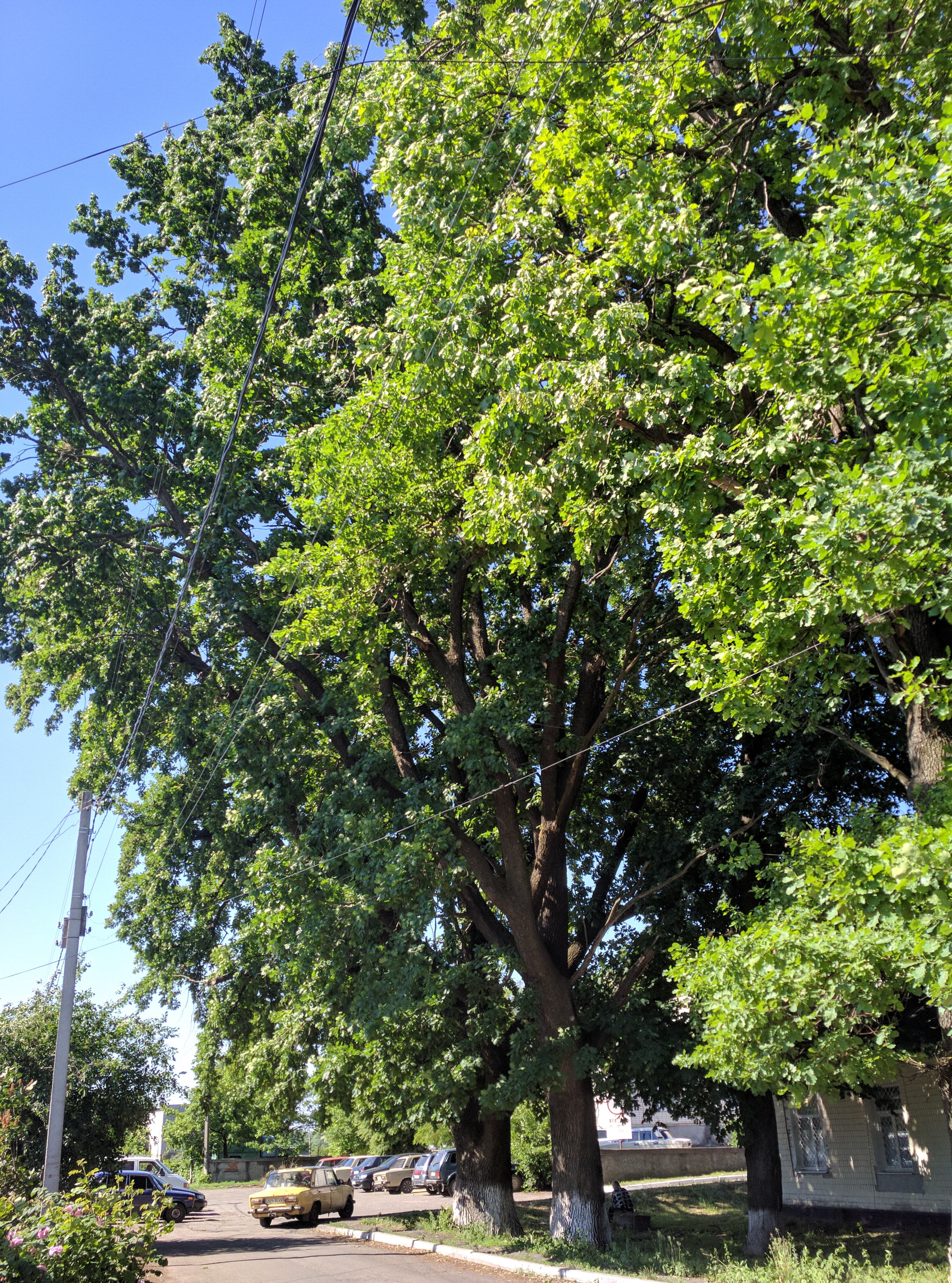